# Roma eterna
Roma eterna (2003) es una novela ucrónica de Robert Silverberg que trata de sucesos que habrían tenido lugar si el Imperio romano hubiera sobrevivido hasta la actualidad.

## Capítulos
El libro consiste en un prólogo y diez capítulos, utilizando 
- Prólogo. AUC 1203, 450 DC
- Con César en las catacumbas. AUC 1282, 529 DC
- Un héroe del Imperio. AUC 1365, 612 DC
- La segunda invasión. AUC 1861, 1108 DC
- Esperando el final. AUC 1951, 1198 DC
- Una avanzada del Reino. AUC 2206, 1453 DC
- Lo que oculta el dragón. AUC 2543, 1790 DC
- El reino del terror. AUC 2568, 1815 DC
- Via Roma. AUC 2603, 1850 DC
- Cuentos de los bosques de Vindobona. 2650 AUC, 1897 DC
- Hacia la tierra prometida. AUC 2723, 1970 DC